# Repetiție pentru crimă
Repetiție pentru crimă   (titlu original: Retroactive) este un film american SF de acțiune din 1997 regizat de Louis Morneau. Rolurile principale au fost interpretate de actorii James Belushi, Kylie Travis și Frank Whaley. Scenariul este scris de  Michael Hamilton-Wright, Robert Strauss și Phillip Badger

## Prezentare
Deranjată că a condus prost o negociere pentru eliberarea unui ostatic care s-a încheiat cu un masacru, Karen Warren, psiholog la poliția din Chicago, a demisionat și a plecat într-o călătorie. Dar nenorocirile nu vin niciodată singure, așa că femeia se trezește implicată într-un accident de mașină într-un loc îndepărtat din Texas. Rămasă blocată, Karen acceptă să călătorească cu Frank Lloyd și soția sa Rayanne. Totuși, bărbatul este un infractor care se ocupă cu microcipuri furate, iar când mașina este oprită de poliție pentru depășirea vitezei, Frank, iritat de comportamentul provocator al unui ofițer, ajunge să-l omoare. Apoi banditul nebun decide să le elimine și pe cele două femei, dar reușește să-și omoare doar soția, în timp ce Karen evadează, refugiindu-se în ceea ce se dovedește a fi un laborator guvernamental top secret, unde a fost dezvoltată o mașinărie care permite călătoria în timp, cu toate că numai în trecutul imediat.
Sentimentul de vinovăție o împinge pe Karen să fie trimisă înapoi cu douăzeci de minute pentru a încerca să prevină moartea polițistului și a Rayannei. Intervenția femeii schimbă evenimentele, însă le înrăutățește. Karen încearcă din nou de mai multe ori, dar fiecare călătorie provoacă efecte din ce în ce mai dăunătoare, iar bilanțul pagubelor și al deceselor capătă proporții teribile. Revenind cu o oră în trecut, Karen va refuza călătoria oferită de Frank, dând naștere unui lanț de evenimente complet diferit, în care Rayanne își va ucide soțul.

## Distribuție
- James Belushi – Frank Lloyd
- Kylie Travis – Karen Warren
- Shannon Whirry – Rayanne Lloyd
- Frank Whaley – Brian
- Jesse Borrego – Jesse
- M. Emmet Walsh – Sam
- Sherman Howard – State Trooper Parker
- Guy Boyd – Bud
- Kristina Coggins – Martha
- Robbie Thibaut Jr. – Paul
- Roger Clinton – Truck Driver